# Smeringopus pallidus
Smeringopus pallidus is een spinnensoort uit de familie trilspinnen (Pholcidae). De soort komt wereldwijd voor en is de typesoort van het geslacht Smeringopus.